# Hué
Hué (en vietnamien : Huế, /hwě/ ) est l'ancienne capitale impériale du Viêt Nam durant la dynastie Nguyễn (1802-1945). Elle est située au centre du pays, juste au sud du 17e parallèle, non loin de la mer. La rivière des Parfums(Sông Hương) la traverse et sépare la vieille ville au nord de la cité moderne au sud.
Hué est aujourd'hui la capitale de la province de Thừa Thiên Huế et vit essentiellement de la pêche et du tourisme. Sa population est d'environ 340 000 habitants. Elle est desservie par l'aéroport international de Phú Bài et la gare de Hué.
Le fait qu'elle a été capitale impériale du Viêt Nam (appelé à l'époque par les Occidentaux empire d'Annam) donne un caractère particulier à Hué à laquelle la culture aristocratique des mandarins, la finesse de la poésie de ses lettrés et l'agilité intellectuelle de ses habitants confèrent tout son charme[non neutre].

## Histoire
Capitale des Nguyễn, les seigneurs du Sud, au XVIe siècle, Hué devient la capitale du Viêt Nam tout entier après sa réunification par Gia Long en 1802. La Cité impériale de Hué se bâtit tout au long du XIXe siècle. Devenue la résidence impériale et le siège de la cour, Hué acquiert un grand prestige et un grand raffinement qui se traduisent notamment dans la musique et dans la gastronomie. La cité interdite est entièrement détruite en 1885 par les Français qui massacrent, incendient et pillent la ville. Les palais, archives et bibliothèques furent réduits en cendres. Puis en 1947 par le Viêt Minh [pas clair].
À l'époque de l'Indochine française, Hué est la capitale du Protectorat d'Annam, une des cinq subdivisions du territoire. La monarchie est maintenue, mais passe sous tutelle. Les Français encouragent alors le développement architectural de la ville, gardant à Hué son statut de ville impériale jusqu'en 1945, date de l'abdication de l'empereur Bảo Đại.
En reconnaissance du développement rapide de Huế, la ville est devenue la sixième municipalité administrée par le gouvernement central du Vietnam en 2025. Dans le cadre de ce processus, Huế a annexé le reste de la province de Thừa Thiên Huế pour rationaliser l'administration. Dans le même temps, l'ancienne ville provinciale de Hué a été divisée en deux nouveaux districts, le district de Phú Xuân et le district de Thuận Hóa.

### Bataille de Huế
Le 29 janvier 1968 dans le cadre de l'offensive du Têt, les Nord-Vietnamiens attaquèrent la ville. Après avoir massacré plus de deux mille cinq cents habitants de ceux considérés comme l'« élite », ils tentèrent un assaut sur le camp retranché qui échoua. Les Américains quant à eux bombardèrent la Cité impériale.
Les forces de l'armée populaire vietnamienne ne reprendront la ville que le 25 mars 1975 lors de l'offensive de Tay Nguyen contre l'armée sudiste de Thiệu.

## Géographie
La ville est traversée par la rivière des Parfums (sông Hương).

### Climat
| Mois                                | jan. | fév. | mars | avril | mai | juin | jui. | août | sep. | oct. | nov. | déc. |
| ----------------------------------- | ---- | ---- | ---- | ----- | --- | ---- | ---- | ---- | ---- | ---- | ---- | ---- |
| Température minimale moyenne (°C)   | 18   | 19   | 20   | 23    | 24  | 25   | 26   | 25   | 24   | 23   | 21   | 19   |
| Température maximale moyenne (°C)   | 24   | 25   | 27   | 31    | 33  | 34   | 33   | 33   | 32   | 29   | 26   | 24   |
| Ensoleillement (h)                  | 217  | 196  | 217  | 210   | 217 | 150  | 186  | 155  | 180  | 186  | 210  | 217  |
| Précipitations (mm)                 | 131  | 44   | 50   | 47    | 85  | 96   | 98   | 113  | 351  | 520  | 445  | 250  |
| Nombre de jours avec précipitations | 4    | 5    | 5    | 8     | 15  | 20   | 20   | 24   | 19   | 15   | 6    | 4    |

## Photos

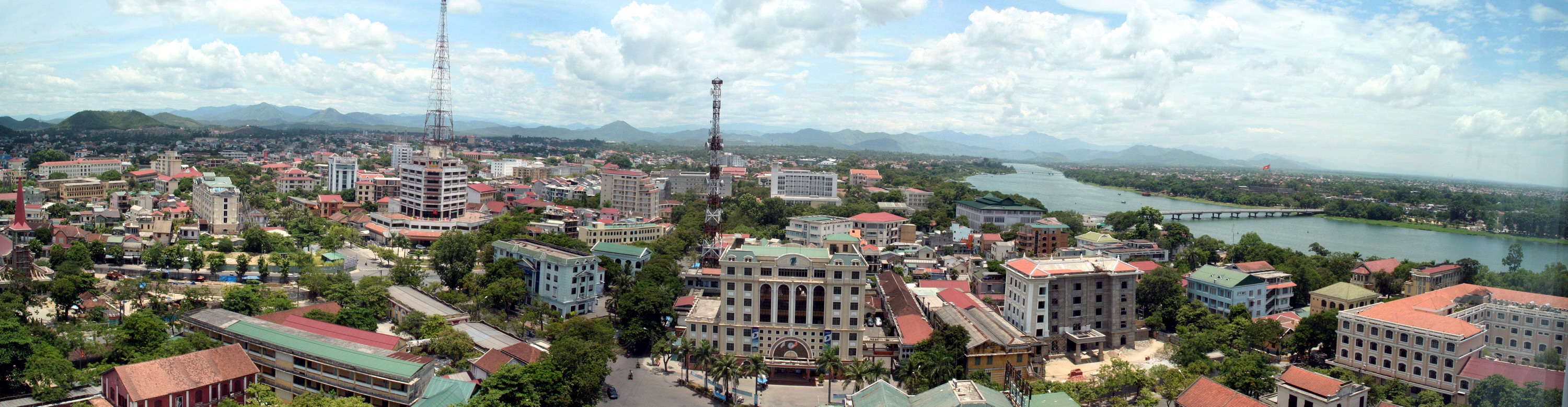
Photo panoramique de la rive droite
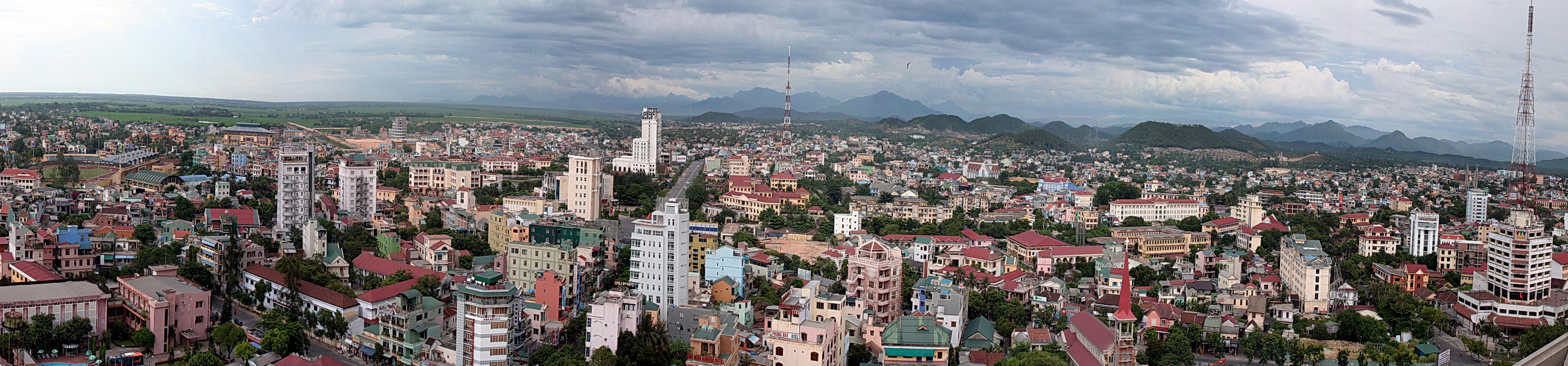
Photo panoramique de la rive droite
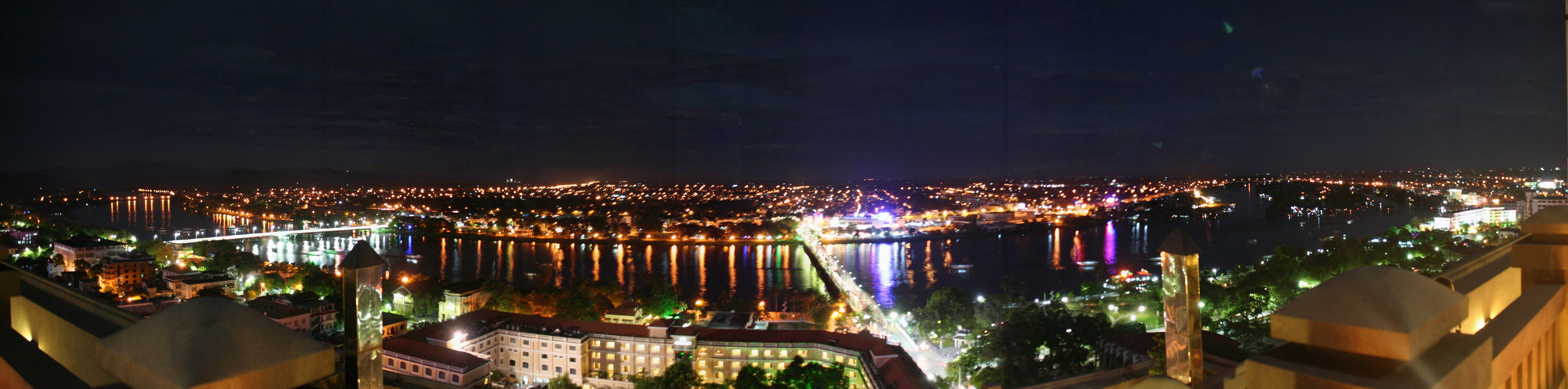
Photo panoramique de la rivière des Parfums, une nuit d'été
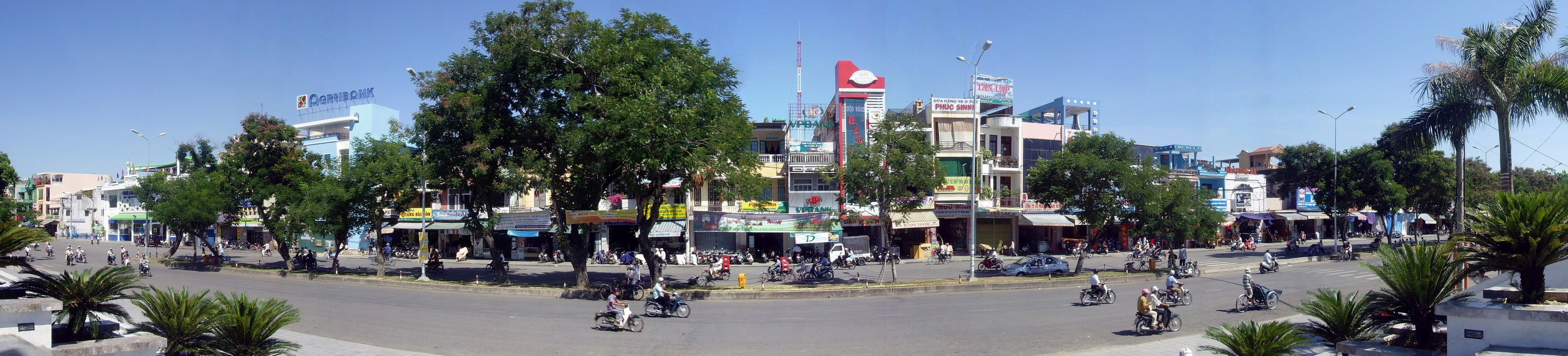
Photo panoramique de la rue Tran Hung Dao
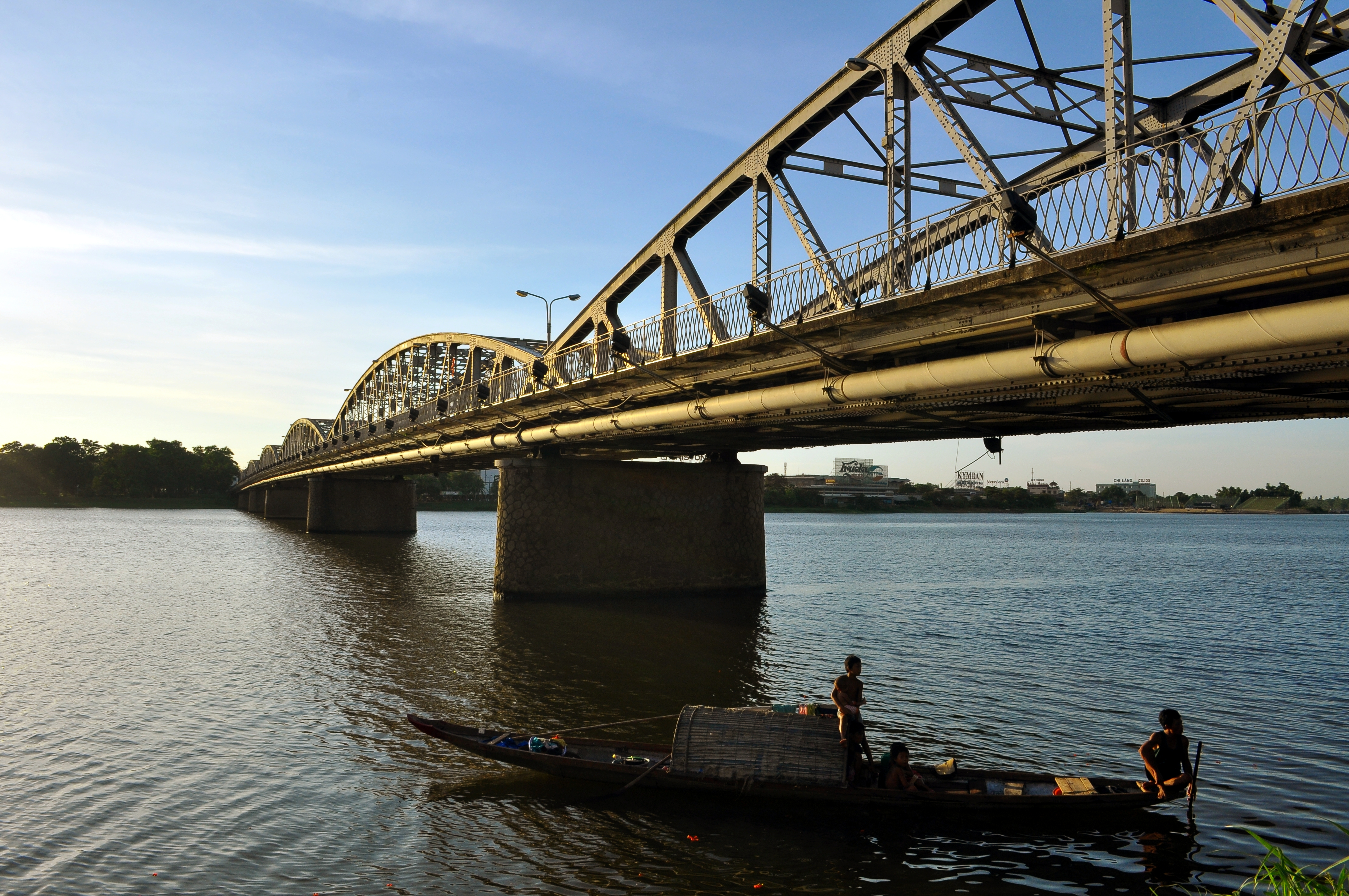
Le pont Trang Tien, ancien pont Clemenceau
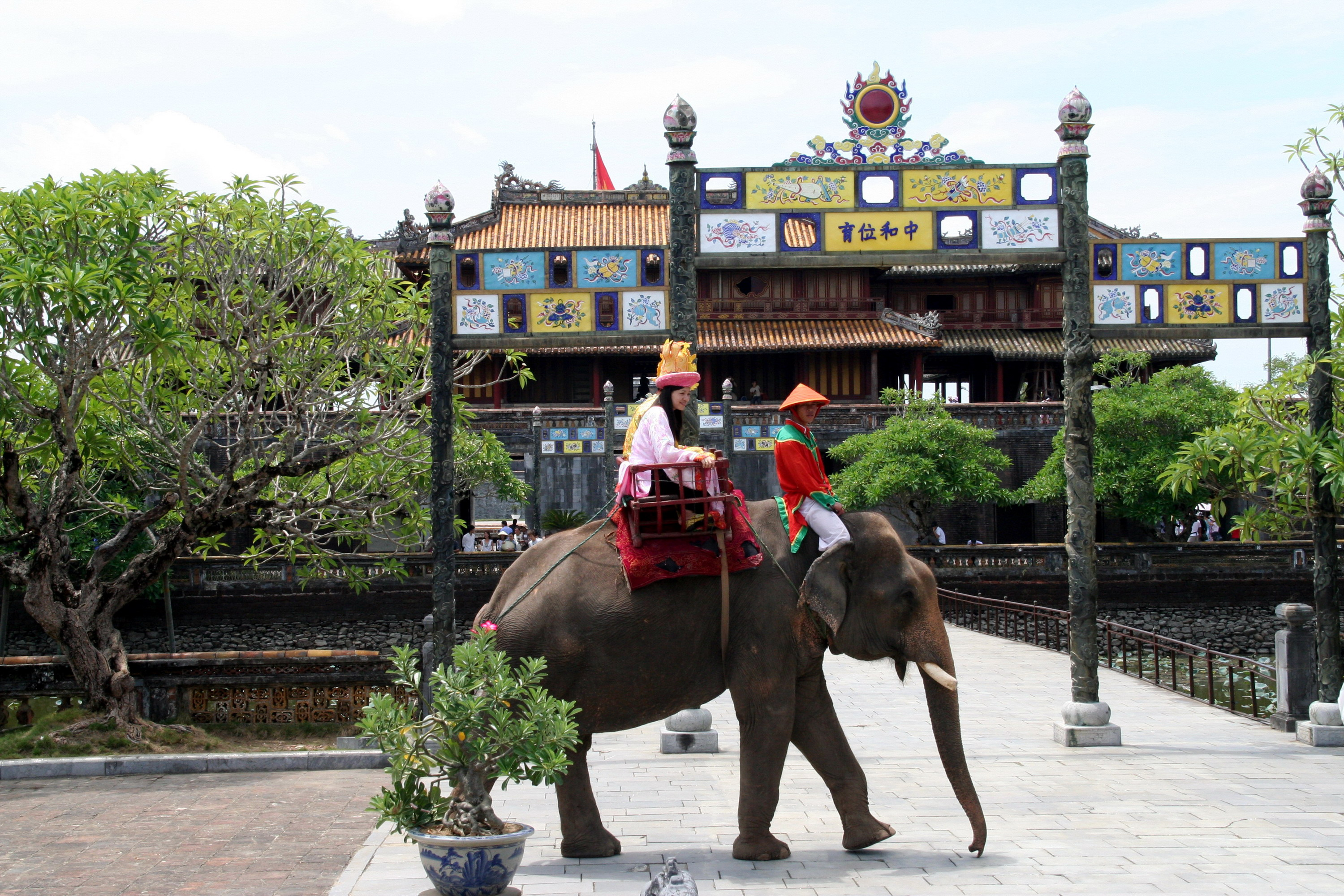
Éléphanteau devant la Cité impériale
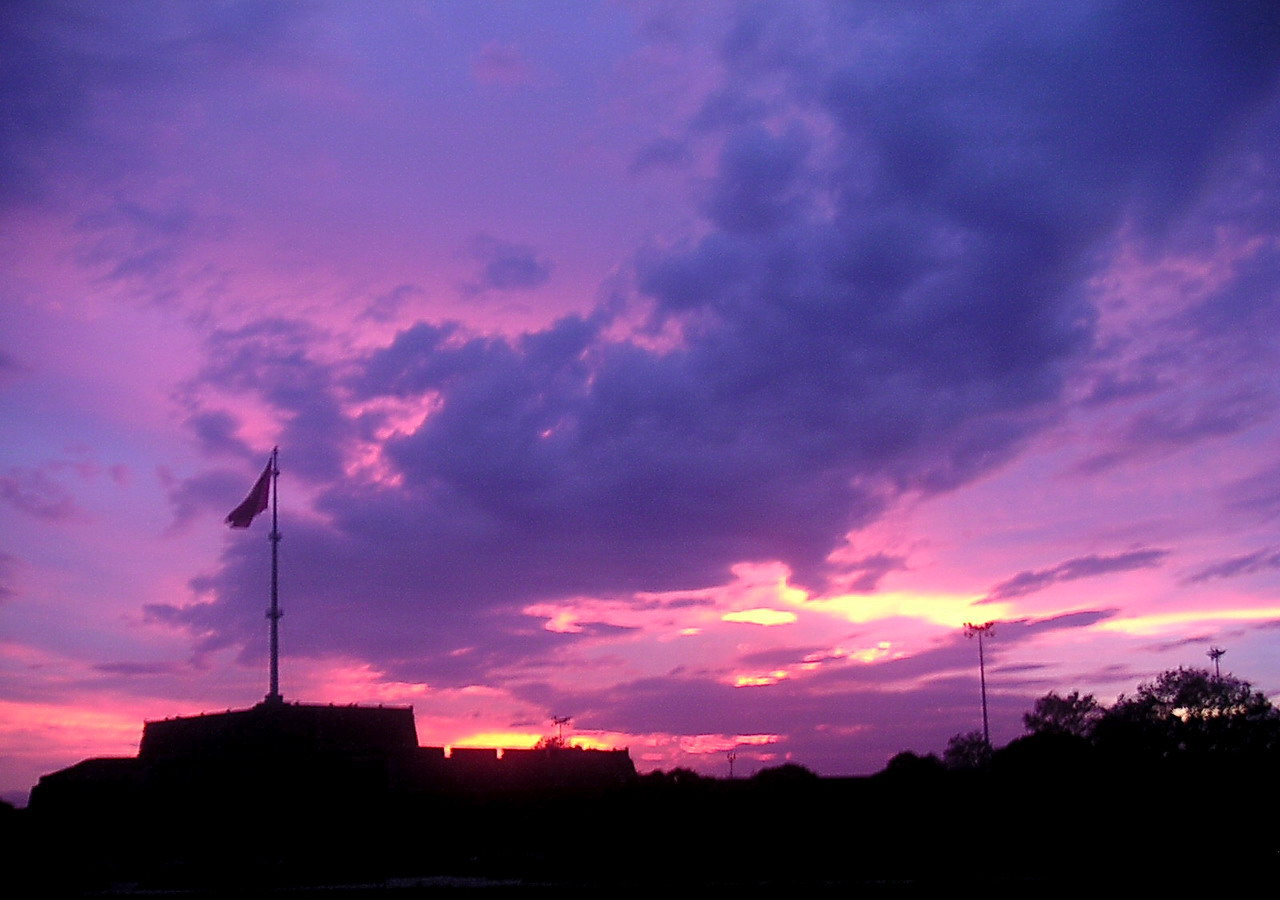
Le Cavalier du Roi
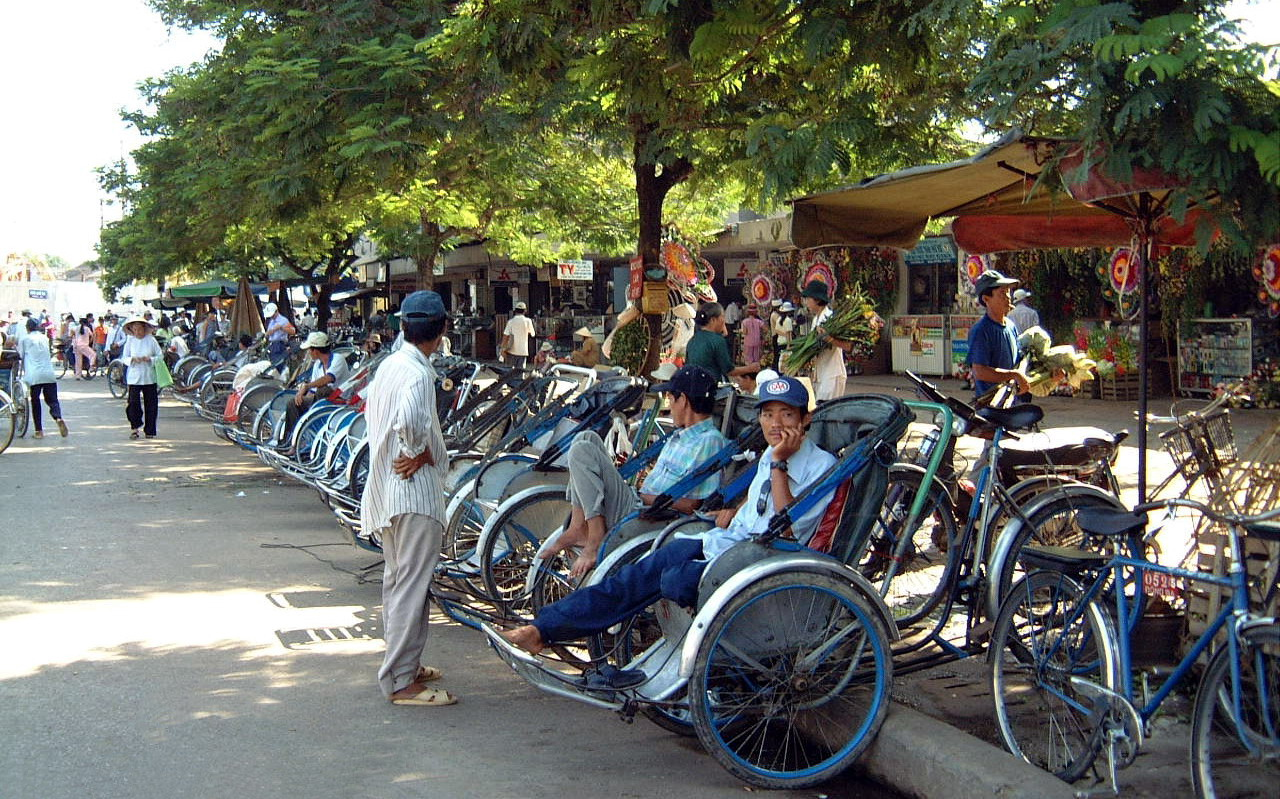
Les cyclo-pousses
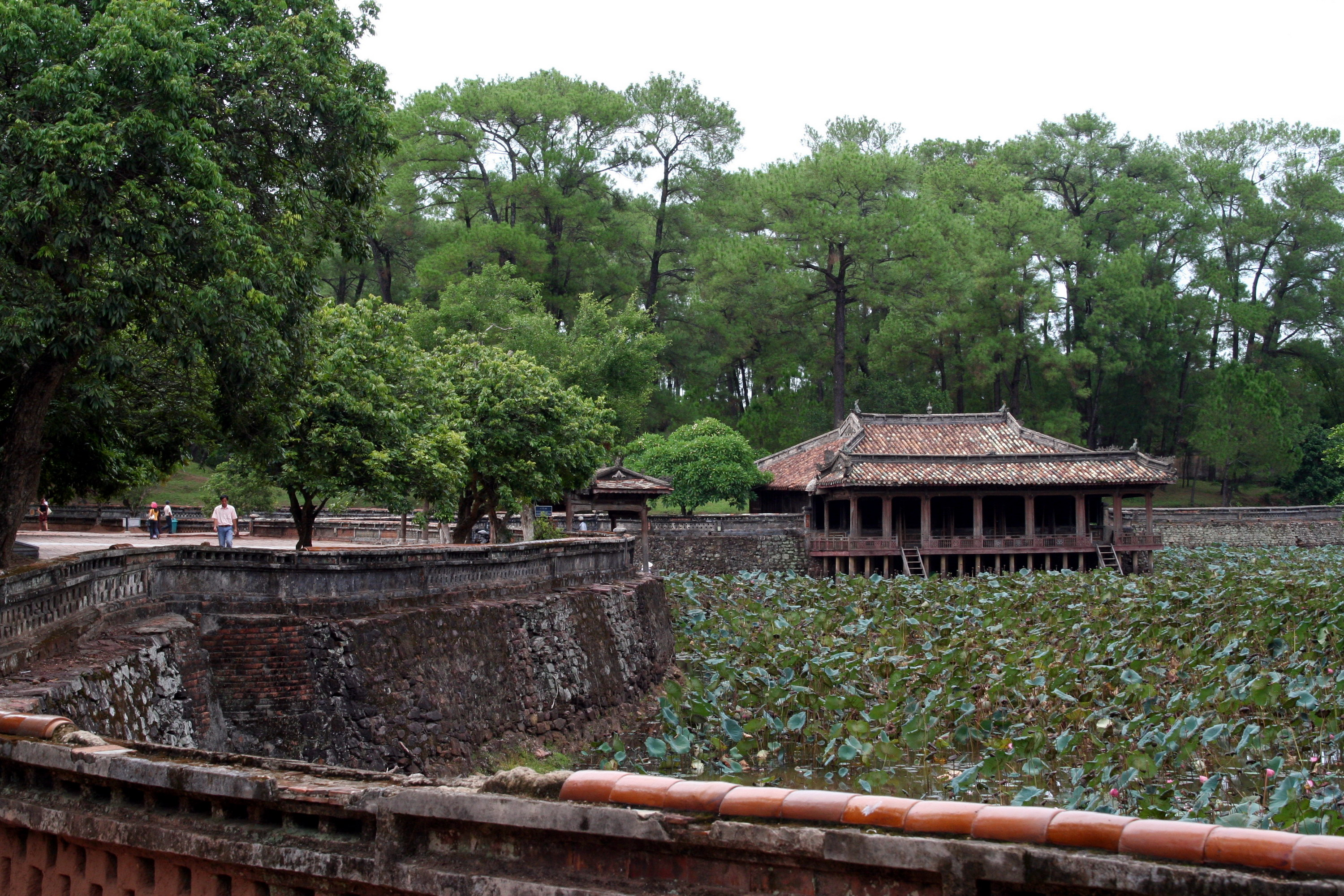
Le tombeau de Tự Đức (1829-1883, quatrième empereur de la dynastie des Nguyễn)
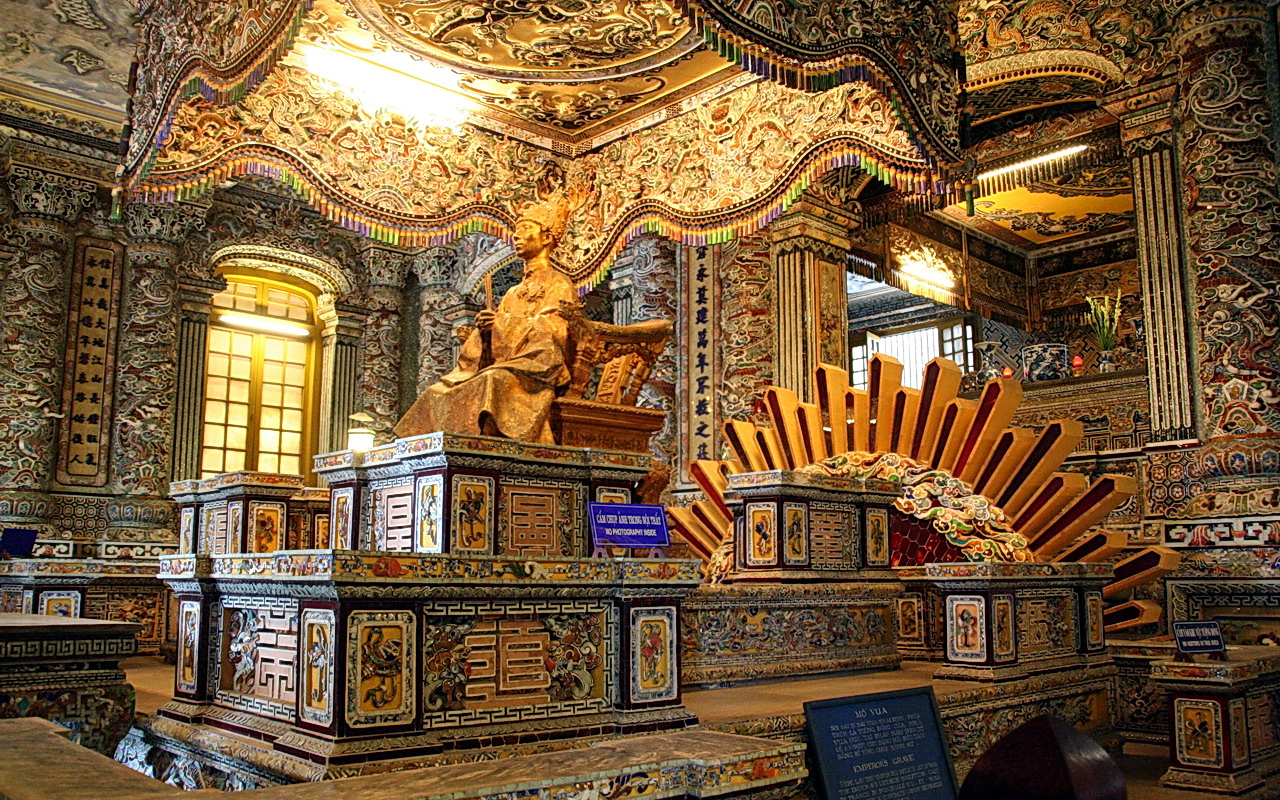
Le tombeau de Khải Định (1885-1925, 12e empereur de la dynastie des Nguyễn)
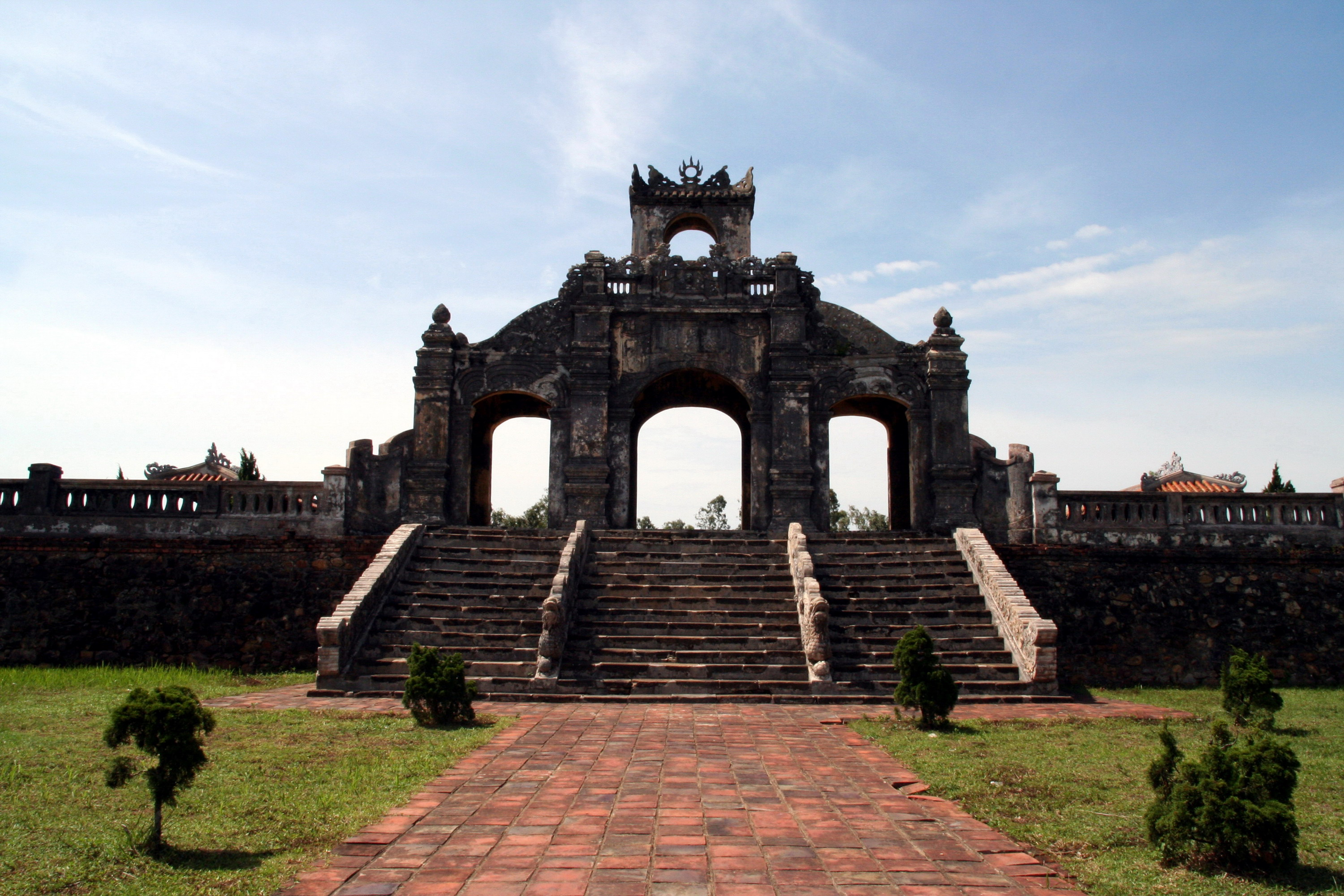
Le temple de la Littérature
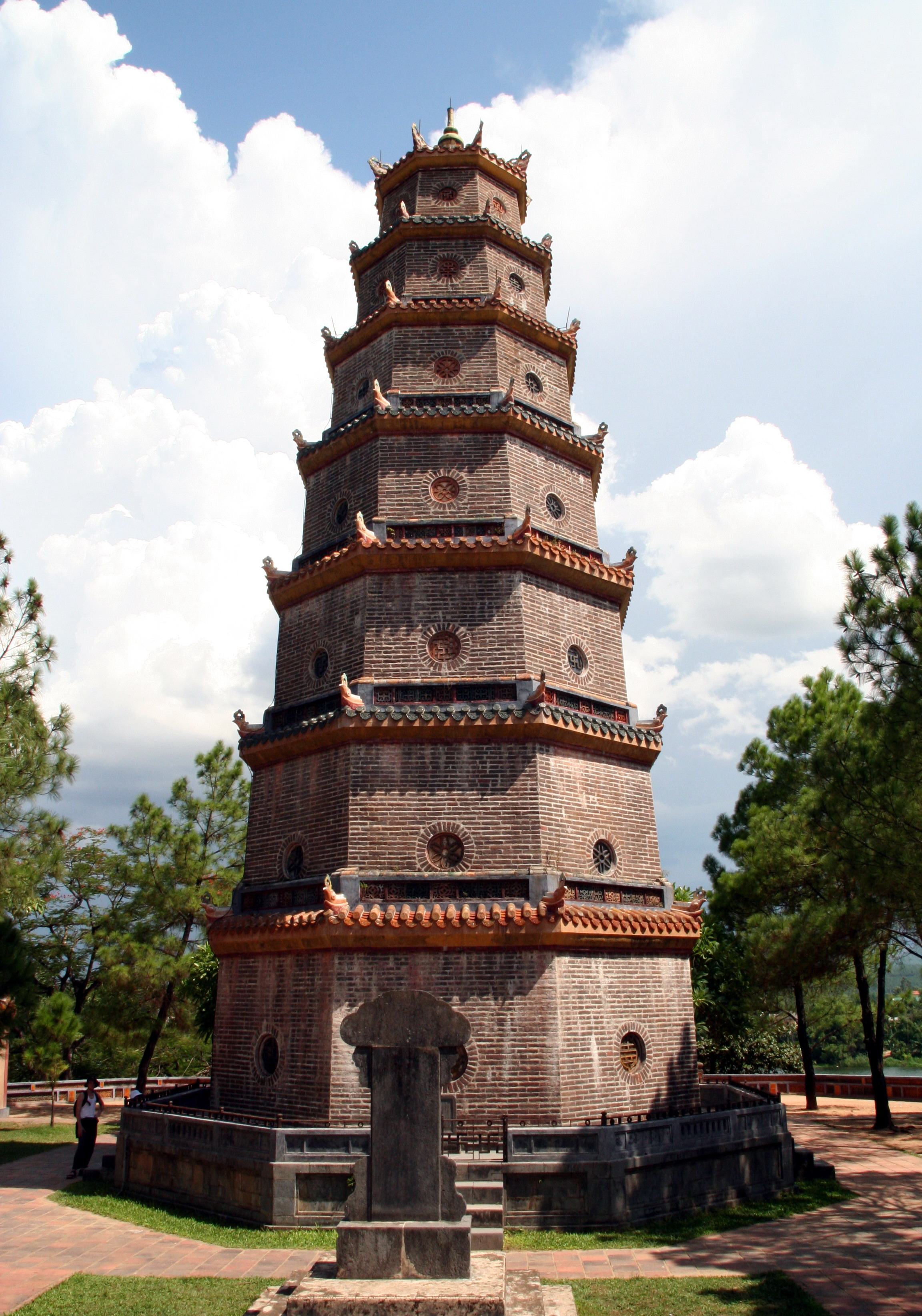
La pagode de la Dame céleste Thien Mu

## Sites remarquables

### Cité impériale
L'ancienne cité impériale (vietnamien : Đại Nội) se situe dans l'enceinte de la Citadelle royale (vietnamien : Hoàng Thành). Construite au bord de la rivière des Parfums à partir de 1805, celle-ci est entourée de larges douves qui délimitent sensiblement un carré sur un périmètre de plus de 10 km ainsi que de murs de 6 m de haut sur un périmètre de 2,5 km. La largeur des murs atteint par endroits 20 m. La citadelle est accessible par dix portes fortifiées, chacune munie d'un pont.
À l'intérieur de l'enceinte constituée par la citadelle, se trouvent les deux ensembles de la Cité jaune impériale et de la Cité pourpre interdite, séparée par sept barrières.
Le site a souffert de l'attaque communiste de 1968 et a perdu de nombreux bâtiments. C'est essentiellement la Cité pourpre interdite, c'est-à-dire les bâtiments où vivaient l'empereur et sa famille, qui a été anéantie.
On y trouve la porte Ngo Môn (porte du Midi) percée de cinq entrées, où l'empereur faisait part de ses décisions ; le palais de l'Harmonie suprême, avec la salle du trône aux quatre-vingts colonnes laquées de pourpre et jaune ; le Musée impérial qui abrite les vêtements royaux, des meubles et de la porcelaine ; le palais Diên Thọ ; le pavillon Tứ Phương Vô Sự ; le pavillon de la Splendeur et le temple Thê. Le tout se situe dans un parc.
Au-delà vers le nord, la Cité pourpre interdite, qui regroupait avant 1968 de nombreux pavillons et palais reliés par de longues galeries, était l'espace où vivaient l'empereur et sa famille. On peut y admirer aujourd'hui les édifices qui subsistent, comme le Théâtre royal où sont encore donnés aujourd'hui des spectacles de la musique traditionnelle de la Cour de Hué (Nha Nhac) reconnue comme patrimoine culturel immatériel du monde en 2003.
Depuis 1993, cet ensemble de monuments est classé patrimoine mondial de l'Unesco.

### Pont Tràng Tiền

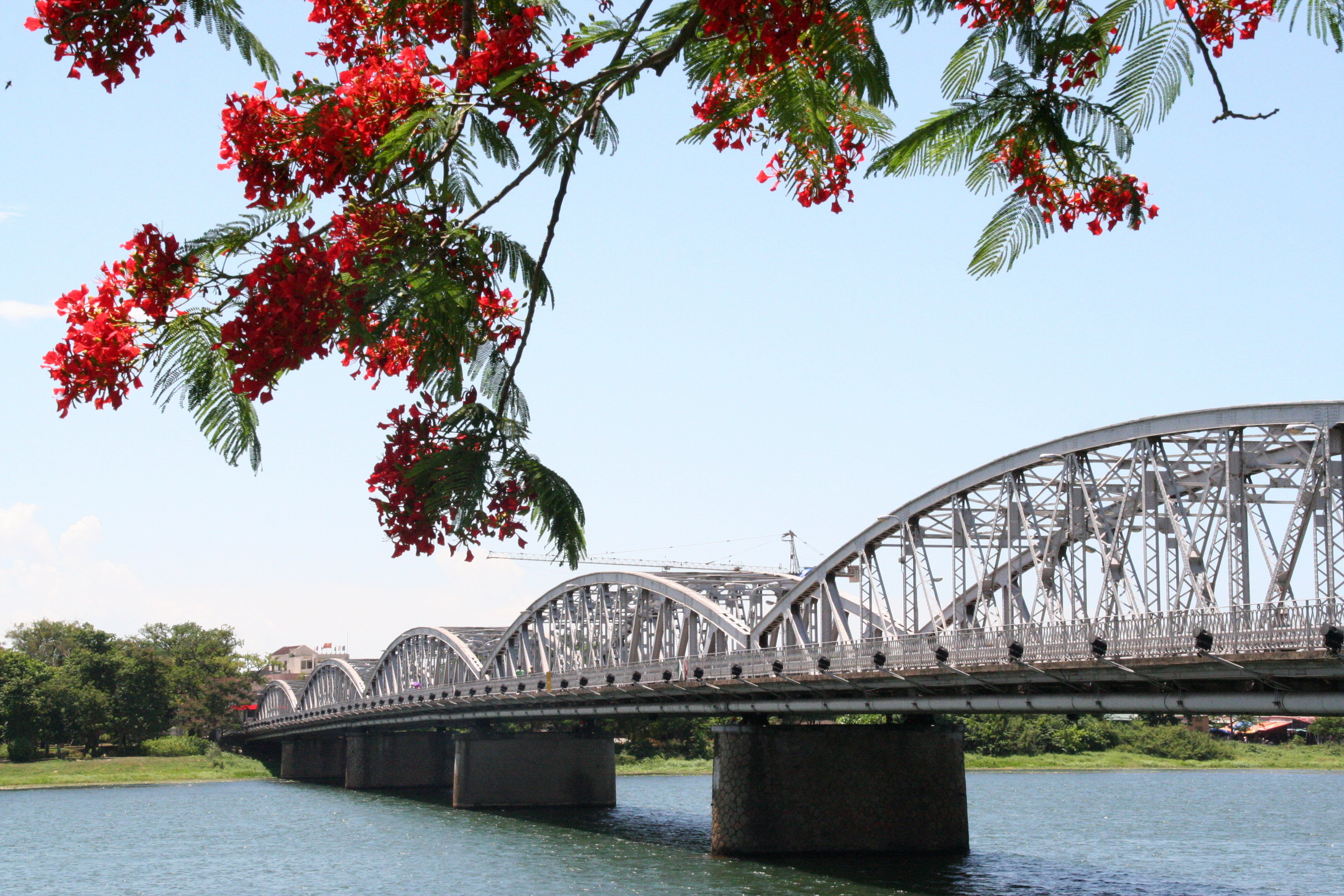
Vue du pont Tràng Tiền en 2007, construit par Gustave Eiffel.

Le pont Tràng Tiền (en vietnamien : Cầu Trường Tiền ou Cầu Tràng Tiền ; autrefois pont Clemenceau) enjambe la rivière des Parfums au cœur de la ville d'Hué. Il est composé de six arches en acier de 67 mètres ce qui en fait un pont de 403 mètres de longueur pour 6 mètres de largeur. Il a été construit en 1898.
Historiquement, au même endroit, un pont en rotin a d'abord été conçu à l'époque du roi Lê Thánh Tôn, puis il a été remplacé par un pont en bois. À l'époque du roi Thành Thái (1897), sous le protectorat français, la construction d'un nouveau pont en métal a été confiée à la société Schneider et Cie de 1897 à 1900. il a été inauguré en 1901.. Après deux ans de construction, le nom du roi lui a été donné : pont Thành Thái. En 1904, le pont a été gravement endommagé par un typhon, puis a été réparé deux ans plus tard en utilisant du béton armé. Après l'exil forcé du roi Thành Thái, le pont a été rebaptisé en 1907 pont Clemenceau, d'après le nom de Georges Clemenceau, premier ministre français de l'époque. Le pont a été rénové en 1937 et rebaptisé en 1945 pont Nguyễn Hoàng, d'après Nguyễn Hoàng, ancêtre de la dynastie Nguyen.
Pendant la guerre d'Indochine, le pont fut miné et détruit en 1946, puis réparé en 1953. Lors de l'attaque du Têt de 1968, les troisième et quatrième arches furent détruites, le pont Trang Tien n'a été réparé qu'en 1991.
Depuis 2002, le pont Trang Tien est doté d'un système d'éclairage coloré pour le Festival de Hué.

### Le long de la rivière

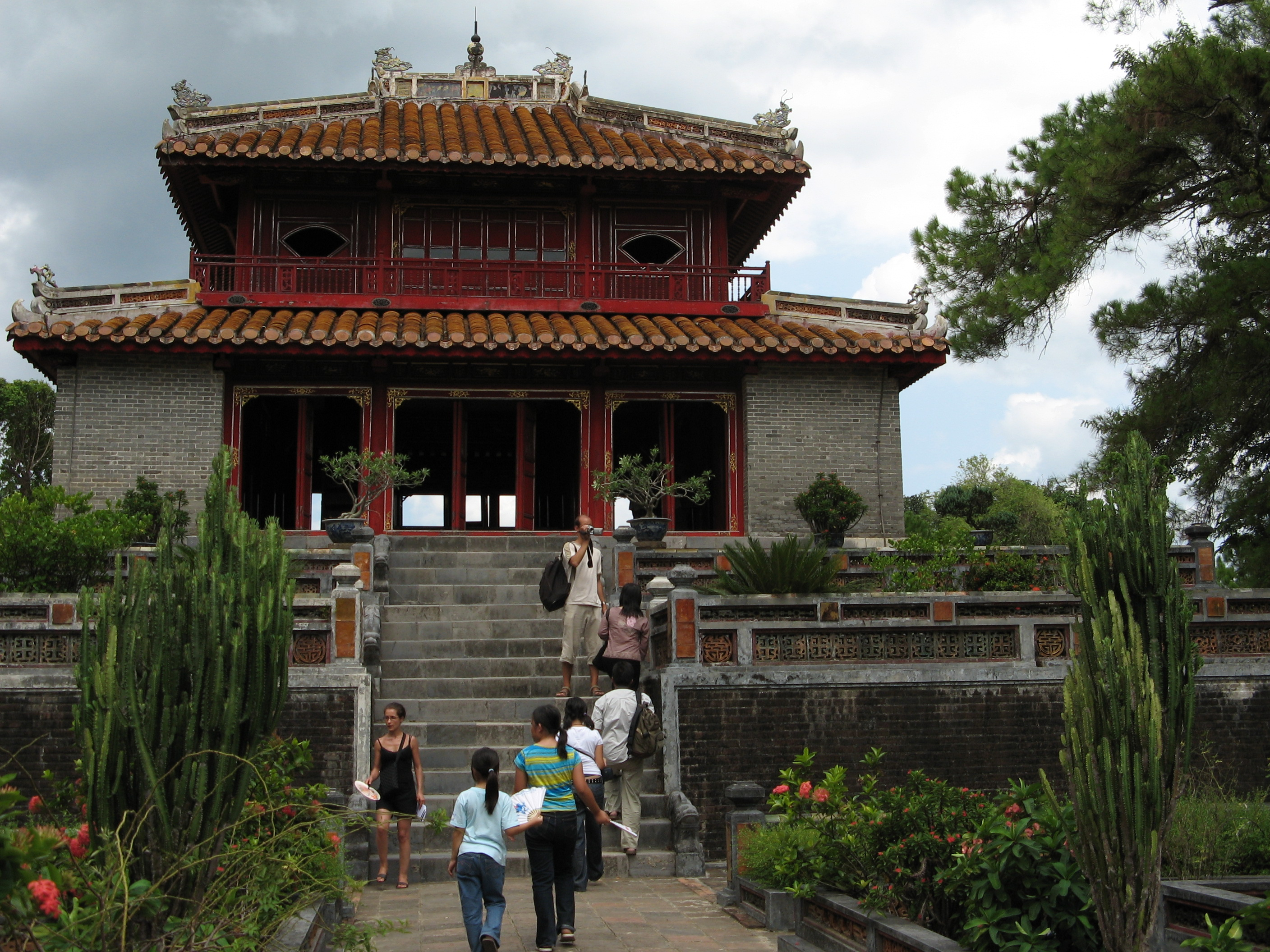
Arrière du mausolée de Minh Mang

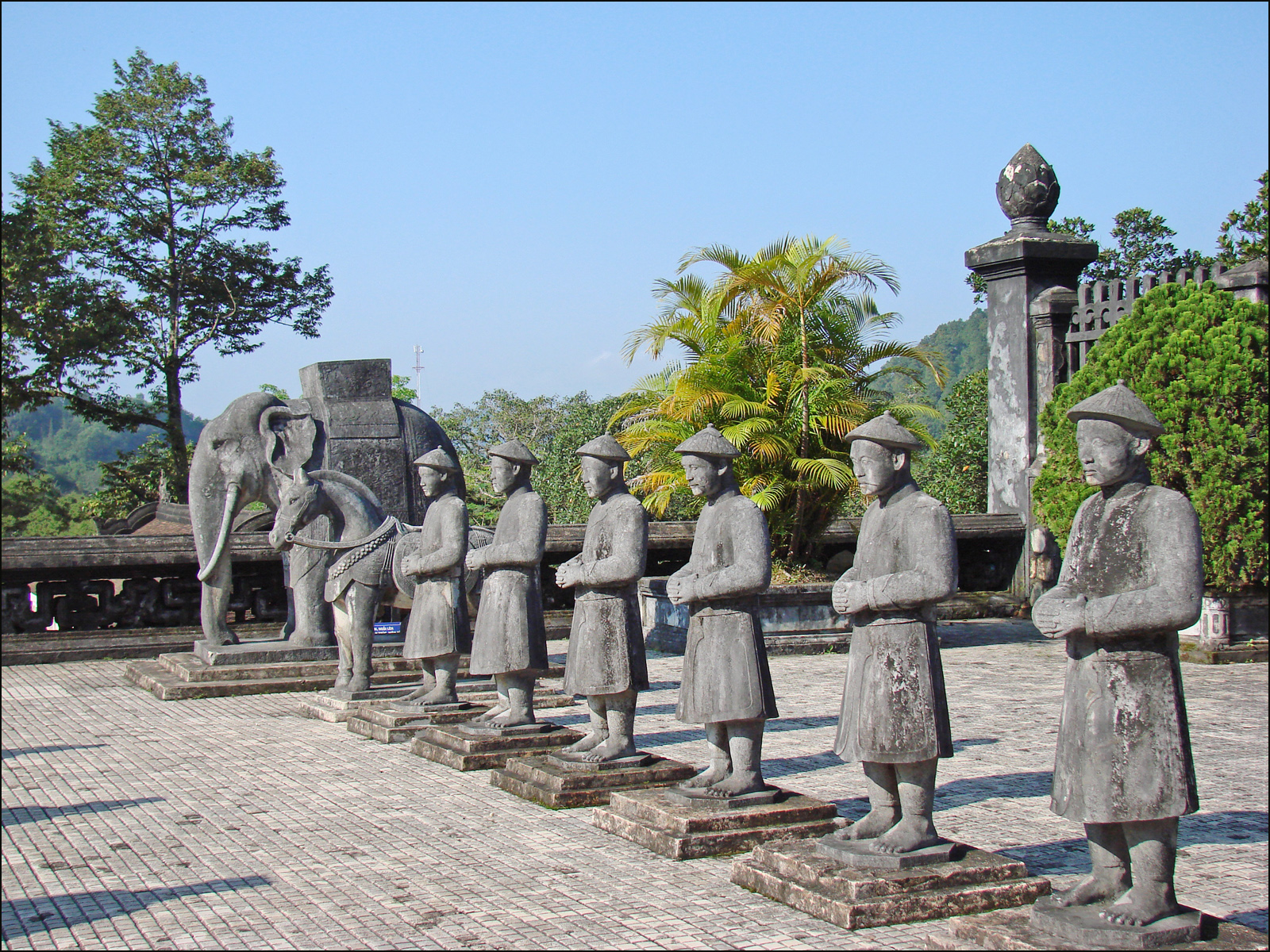
Garde d'honneur du tombeau de Khải Định

Sur une colline de la rive droite de la rivière des Parfums, se trouve la pagode de la Dame céleste (Thien Mu). C'est une tour octogonale de sept étages et 21 mètres de haut construite en 1844 par l'empereur Thiệu Trị. Chaque étage représente une apparition humaine de Bouddha. Les bâtiments abritent actuellement cinq bonzes et sept novices.
Sur la rive ouest de la rivière des Parfums, on trouve les tombeaux des empereurs Nguyễn (1802-1945) :
- le tombeau de Tự Đức, est un domaine de 12 hectares avec des palais, un pavillon sur pilotis devant un lac artificiel, ainsi qu'une cour funéraire possédant des statues de mandarins civils et militaires, des chevaux et des éléphants en pierre grise,
- le tombeau de Khải Định,
- le tombeau de Minh Mạng, qui rappelle les tombeaux Ming chinois par ses pavillons, bassins et jardins,
- les tombeaux royaux de Đồng Khánh et de Gia Long.
- les tombeaux de Dục Đức , Thành Thái et Duy Tân

Au nord du tombeau de Tự Đức, on peut admirer la pagode Tu Hieu construite en 1848 par les eunuques de haut rang de la Cité jaune impériale. Elle se trouve dans une grande pinède et possède un étang aux lotus en forme de croissant.

## Jumelages
| Ville | Ville            | Pays | Pays         | Période                   |
| ----- | ---------------- | ---- | ------------ | ------------------------- |
|       | Blois            |      | France       | depuis 2007               |
|       | Brooklyn         |      | États-Unis   |                           |
|       | comté d'Honolulu |      | États-Unis   | depuis le 3 novembre 1995 |
|       | Gyeongju         |      | Corée du Sud | depuis 2007               |
|       | Honolulu         |      | États-Unis   | depuis le 3 novembre 1995 |
|       | New Haven        |      | États-Unis   |                           |
|       | Rennes           |      | France       | depuis 1990               |
|       | Shizuoka         |      | Japon        |                           |
|       | Yogyakarta       |      | Indonésie    |                           |

## Religion

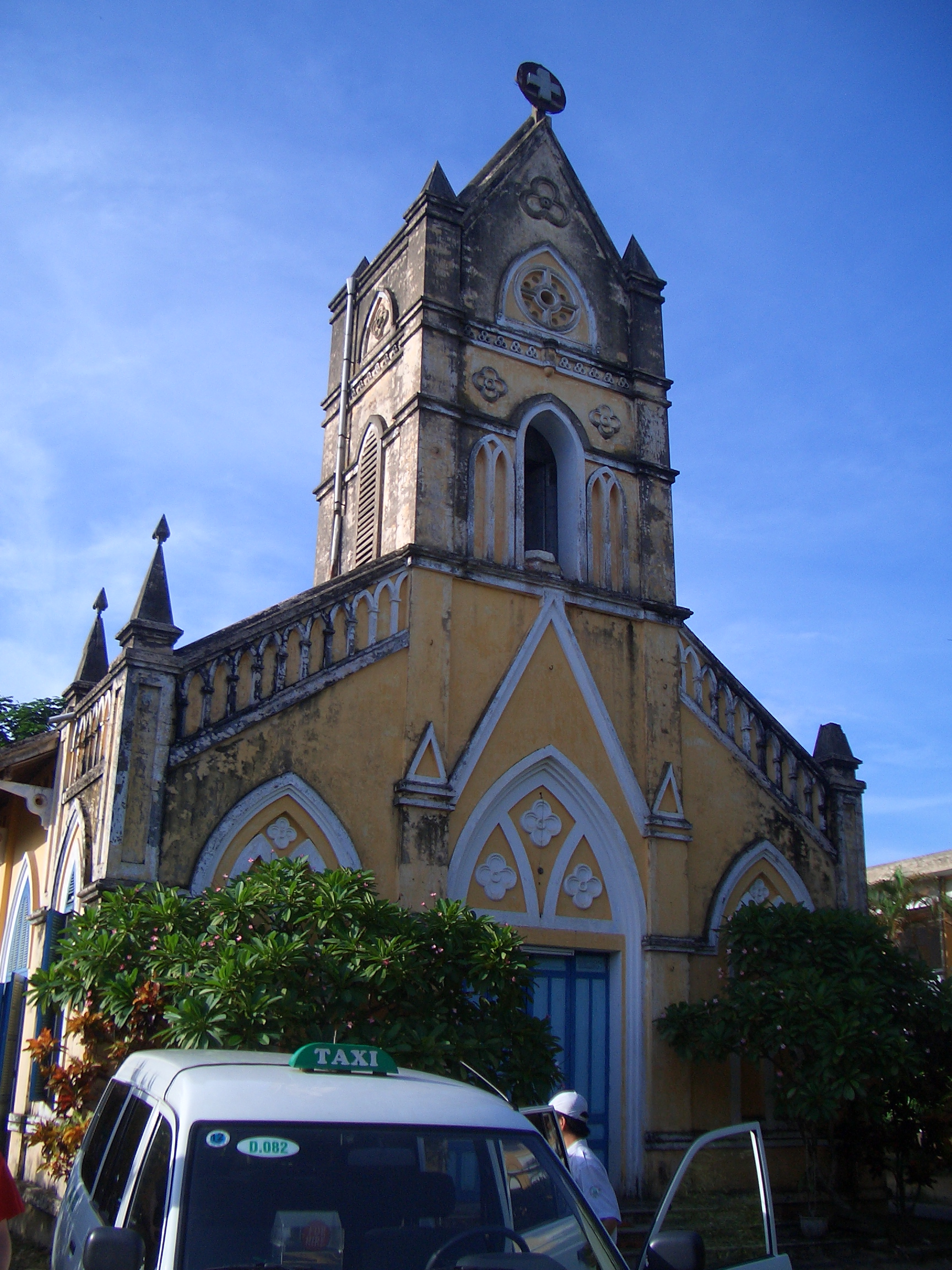
Petite église paroissiale catholique construite du temps de l'Indochine française

- Archidiocèse de Hué

## Sport
- Stade de Hué (25 000 spectateurs)

## Tourisme
Lors de ces trois derniers trimestres, la province centrale de Thừa Thiên Huế a accueilli près de 2,3 millions de touristes, dont un tiers d'étrangers, soit une croissance de 2,25 % en variation annuelle. Avec ses anciens monuments qui sont considérés comme « témoins » de l’histoire, beauté poétique bien marquée dans la littérature et l'art du pays avec les valeurs culturelles immatérielles reconnues dans le monde entier... Tout cela fait de Hué une destination envoûtante non seulement pour les locaux mais aussi pour les étrangers.

## Évènements
En avril se déroule le Festival de Hué,. De nombreux événements culturels ont alors lieu : spectacles, défilés, festival gastronomique, défilé d'Ao Dai, la robe traditionnelle vietnamienne, concerts et compétitions de danse, ainsi qu'une course de sampan sur la rivière des parfums.

## Gastronomie royale
Jusqu’à présent, Hué est la seule région du Vietnam où le patrimoine culinaire impérial est encore vivant. On a raison de dire que la cuisine impériale est au sommet de l’art alimentaire vietnamien car elle représente le goût raffiné, gracieux et recherché. Avec plus de 1 300 plats différents (de plats royaux aux plats populaires, des plats végétariens), les mets de Hué se distinguent non seulement par leur goût, mais aussi par leur belle présentation.

## Personnalités nées à Hué
- Bao Dai
- Bảo Long
- Rémi Caron
- Khải Định
- Jeannou Lacaze
- Luc Pham
- Ngô Đình Diệm
- Pierre Martin Ngo Dinh Thuc
- Tôn-Thât Tiêt
- Thích Nhất Hạnh
- Phạm Đăng Trí